# Oedalechilus labeo
La caluga es la especie Oedalechilus labeo, un pez marino de la familia mugílidos, distribuida por todo el mar Mediterráneo (pero no en el mar Negro) y por la costa este del océano Atlántico desde el sur de Portugal hasta Senegal. Su pesca tiene escaso valor comercial.

## Anatomía
Con una coloración amarillenta verdosa en rayado horizontal y la forma típica de los mugílidos, su tamaño máximo normal es de unos 25 cm, con un hocico grueso característico.

## Hábitat y biología
Vive en ambiente marino nerítico cerca de las rocas del fondo, cerca de la desembocadura de los ríos pero nunca penetran en agua dulce donde se alimenta fundamentalmente de algas. Es un pez ovíparo cuyos huevos son no adhesivos.